# Rubus ambrosius
Rubus ambrosius — вид квіткових рослин родини трояндових (Rosaceae).

## Поширення
Поширення: Німеччина (Баварія, Саксонія), Чехія, Словаччина, Польща, Україна.